# Villa Arson
Pour les articles homonymes, voir Arson.
 (juillet 2022).
Si vous disposez d'ouvrages ou d'articles de référence ou si vous connaissez des sites web de qualité traitant du thème abordé ici, merci de compléter l'article en donnant les références utiles à sa vérifiabilité et en les liant à la section « Notes et références ».
La villa Arson est un établissement public administratif du ministère de la Culture à Nice qui réunit une école nationale supérieure d'art, un centre d'art contemporain, une résidence d'artistes et une médiathèque spécialisée.
Elle est située sur la colline de Saint-Barthélemy, au nord de Nice, dans un domaine de deux hectares offrant un vaste panorama sur la ville.
Inaugurée en 1972, elle a pour missions la formation artistique, le soutien à la création et la diffusion de l'art contemporain. Sous tutelle du ministère de la Culture, elle est devenue composante à personnalité morale de l’université Côte d'Azur (UCA) en 2020.

## Historique

### La villa
La villa doit son nom à Pierre-Joseph Arson, riche négociant originaire d’Avignon, qui en 1812, acquiert cette villa de style italien du XVIIIe siècle édifiée par le consul Peyre de la Coste. Dès l’acquisition de ce domaine, à l’époque de six hectares, la famille Arson s'emploie à embellir sans cesse la villa, et à transformer le terrain agricole en un jardin d’agrément dans le style des jardins à l'italienne.
Le versant sud du terrain est aménagé en terrasses avec statues, balustrades, et fontaines baroques. Le couvert végétal de ses jardins de rocaille mêle habilement les plantes endémiques (pins, chênes, caroubiers et oliviers) avec des espèces d’origine exotique, alors très à la mode (palmiers, aloès et cactus). Sur le flanc ouest, Pierre-Joseph Arson plante une imposante allée de cyprès. À sa mort en 1851, son fils Gonzague lui succède à la tête de la propriété.
Au début du XXe siècle, un hôtelier britannique la transforme en Grand Hôtel Saint Barthélémy, puis après la Première Guerre mondiale elle devient une maison médicale, la clinique de Cyrnos.

### L'école d'art
En 1964, la ville de Nice cède le domaine (préempté depuis 1943) pour en faire don à l’État en vue de la construction d’une école internationale d'art souhaitée par le ministre des Affaires culturelles André Malraux.
En 1972, l'école est inaugurée ; l’École nationale des arts décoratifs de Nice installée, depuis 1881, rue Tondutti de l’Escarène, grâce en grande partie aux démarches de Pierre-Adrien Chabal-Dussurgey, emménage dans ce nouvel espace recomposé par l’architecte Michel Marot.
En 1984, l’école prend le nom d’École pilote internationale d’art et de recherche (EPIAR), associée au centre d'art contemporain, puis, en 2003, elle adopte le statut d'établissement public administratif directement sous tutelle du ministère de la Culture et de la Communication.
À partir de 2005, le ministère engage un programme de rénovation et de valorisation des espaces permettant notamment la réouverture au public de l'ensemble du site et des terrasses.

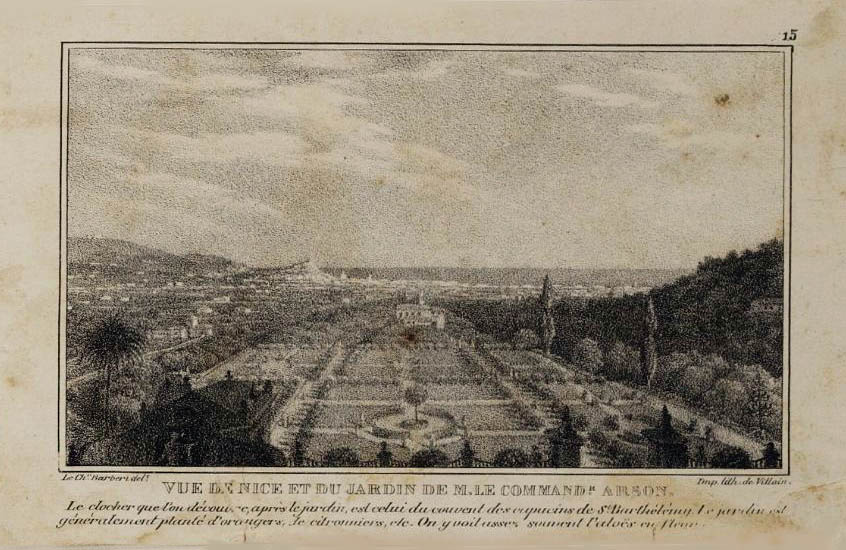
Les jardins au XIXe siècle.
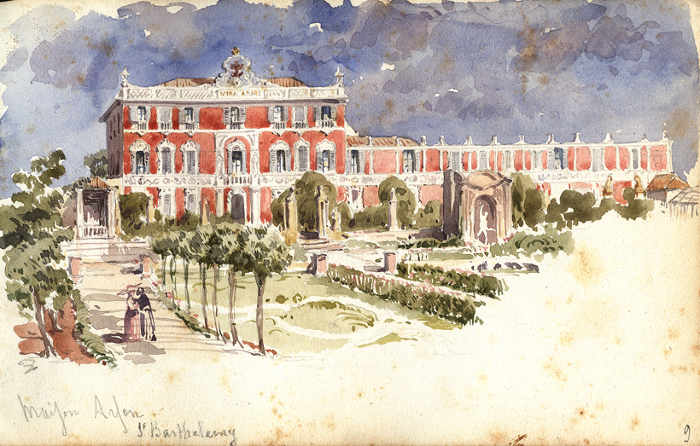
Vue de la villa de la famille Arson au XIXe siècle.

### Intérêt patrimonial
- Le domaine est inscrit à l’inventaire des monuments historiques le 1er mars 1943. La villa avec ses jardins fait l'objet d'une d'inscription par arrêté du 14 novembre 2024 qui abroge l'inscription de 1943[5].
- L'architecture de la villa a obtenu le label « Patrimoine du XXe siècle » le 28 novembre 2000[5],[6].

## Site

### Bâtiments

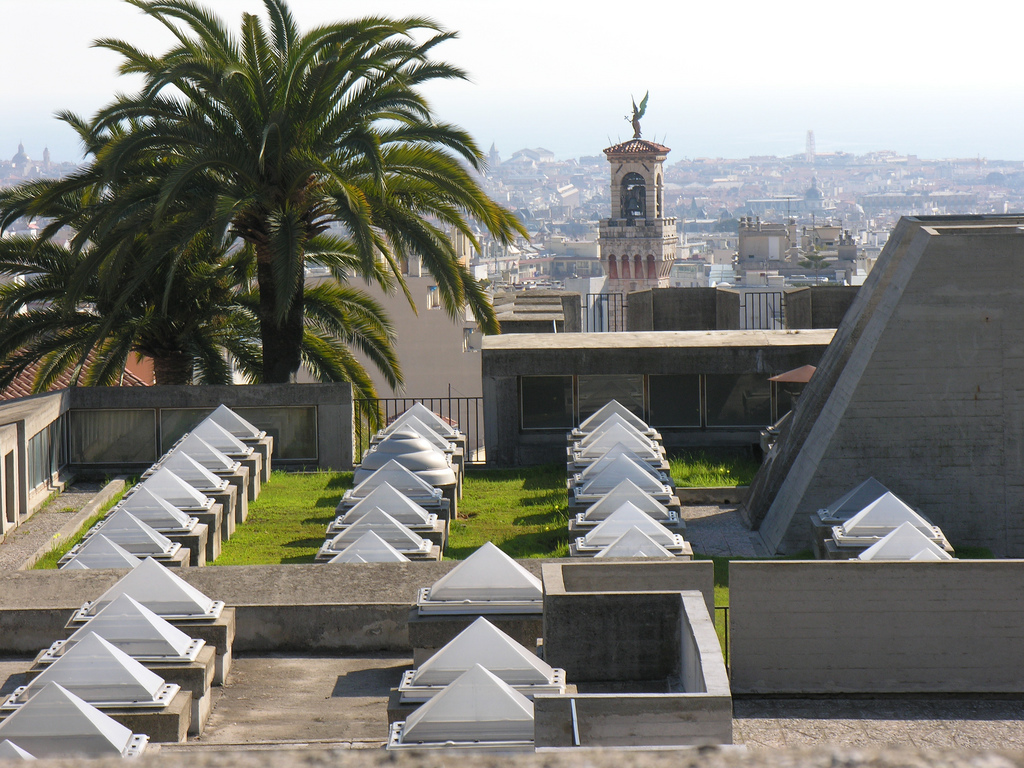
Terrasses intermédiaires, vers le sud, au loin Nice et la baie des Anges.

Les réalisations de Michel Marot se composent de plusieurs édifices enchâssant l'ancienne villa ocre (couleur rouge de Gênes) du XVIIIe siècle dans la construction, et investissent la quasi-totalité du terrain (17 000 m2 construits sur les 23 000 de la parcelle). La mise en œuvre du projet, qui tient à la fois du labyrinthe apparent et de la forteresse, a investi principalement la partie sud du site sous la forme d'un urbanisme organisé selon l'axe d'une rue centrale.
Un grand hall monumental permet l'accès aux bâtiments, à la villa ancienne, aux espaces du centre d'art (1 200 m2), à la médiathèque, etc. De là part un double axe central de circulation qui, au niveau supérieur, ouvre sur de vastes toits-terrasses aménagés en promenade et jardins suspendus percés de patios d'où émergent des arbres et, au niveau inférieur, conduit aux ateliers de l'école. Ces ateliers, placés ainsi sous dalle, bénéficient de systèmes d'éclairages naturels appropriés, combinant éclairage zénithal par pyramidions et éclairage latéral par lanterneaux.
Il existait au début dans ce grand hall d'entrée un immense luminaire qui a disparu depuis.
L’intérieur est fait de parois en béton, et dispose d'éclairages naturels.
À l'extérieur, le revêtement des parois des murs est fait de galets puisés dans le lit du Var.
L'ensemble revêt un aspect moderniste singulier et un caractère méditerranéen.

### Jardin
La principale caractéristique du jardin de la villa Arson d'antan était sa structuration en trois terrasses « à l'italienne » successives en direction du sud. Au début du XXe siècle, une partie du jardin est démantelée par l’installation d’un hôtel. De la période de la famille Arson subsistent aujourd'hui principalement d'imposants alignements de pins maritimes et de cyprès qui ont justifié la protection en 1943 de la villa au titre du patrimoine et des sites remarquables de la ville de Nice.
Depuis, les bâtiments contemporains ont pris en grande partie place sur le jardin d’agrément de jadis mais en réussissant néanmoins à garder l'impression et l'esprit d'un jardin. En étageant les bâtiments principaux sur trois niveaux sur le versant sud, l'architecte Michel Marot est parvenu à respecter la topographie originelle du site en trois terrasses. Des patios à ciel ouvert ont permis de préserver des espaces de verdure et des arbres à l'intérieur de l'édifice. Les toits-terrasses composés de jardinières et de massifs plantés permettent de restituer de manière suspendue ce que l'architecture a pris au jardin d'origine.

À l’entrée de la villa Arson, un jardin contemporain, Le Bosco, a été créé et se caractérise par des cercles dallés sur une grande pelouse au centre desquels se trouvent des arbres provenant de différents continents, en référence à la vocation internationale de l'établissement artistique. D’autres végétaux choisis pour leurs feuillages offrent une résonance au regard des matériaux nus et bruts des bâtiments.

Le jardin et les terrasses
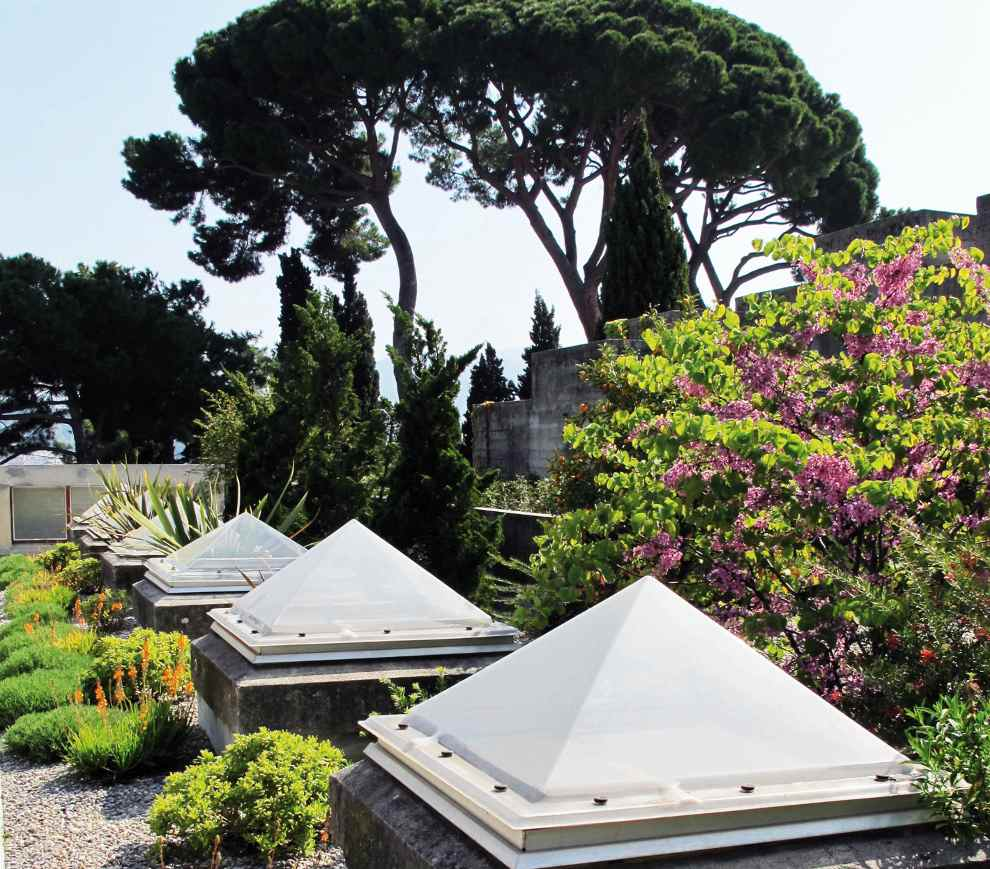
Jardin suspendu sur terrasses sud, le labyrinthe.
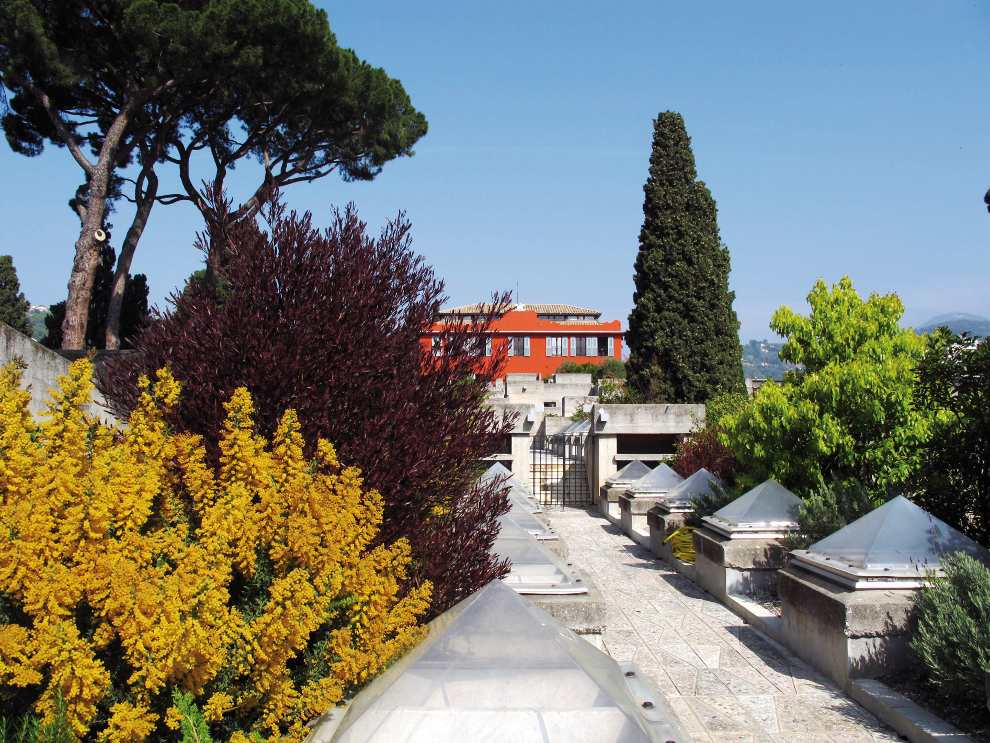
Jardin suspendu sur terrasses.
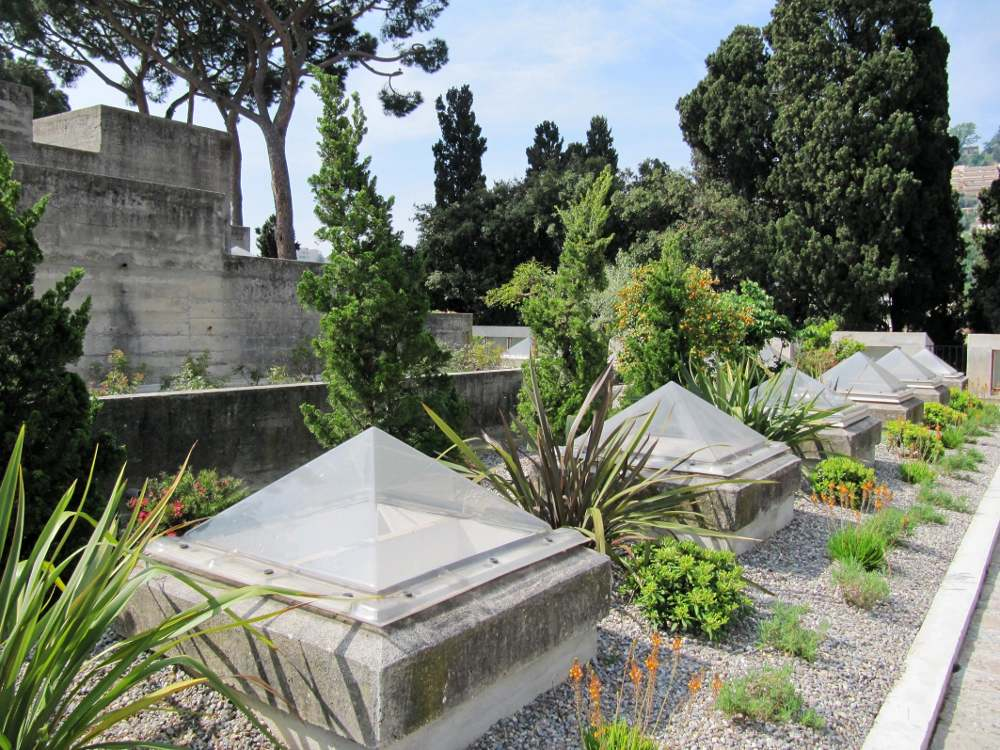
Jardin suspendu sur terrasses sud, le labyrinthe.
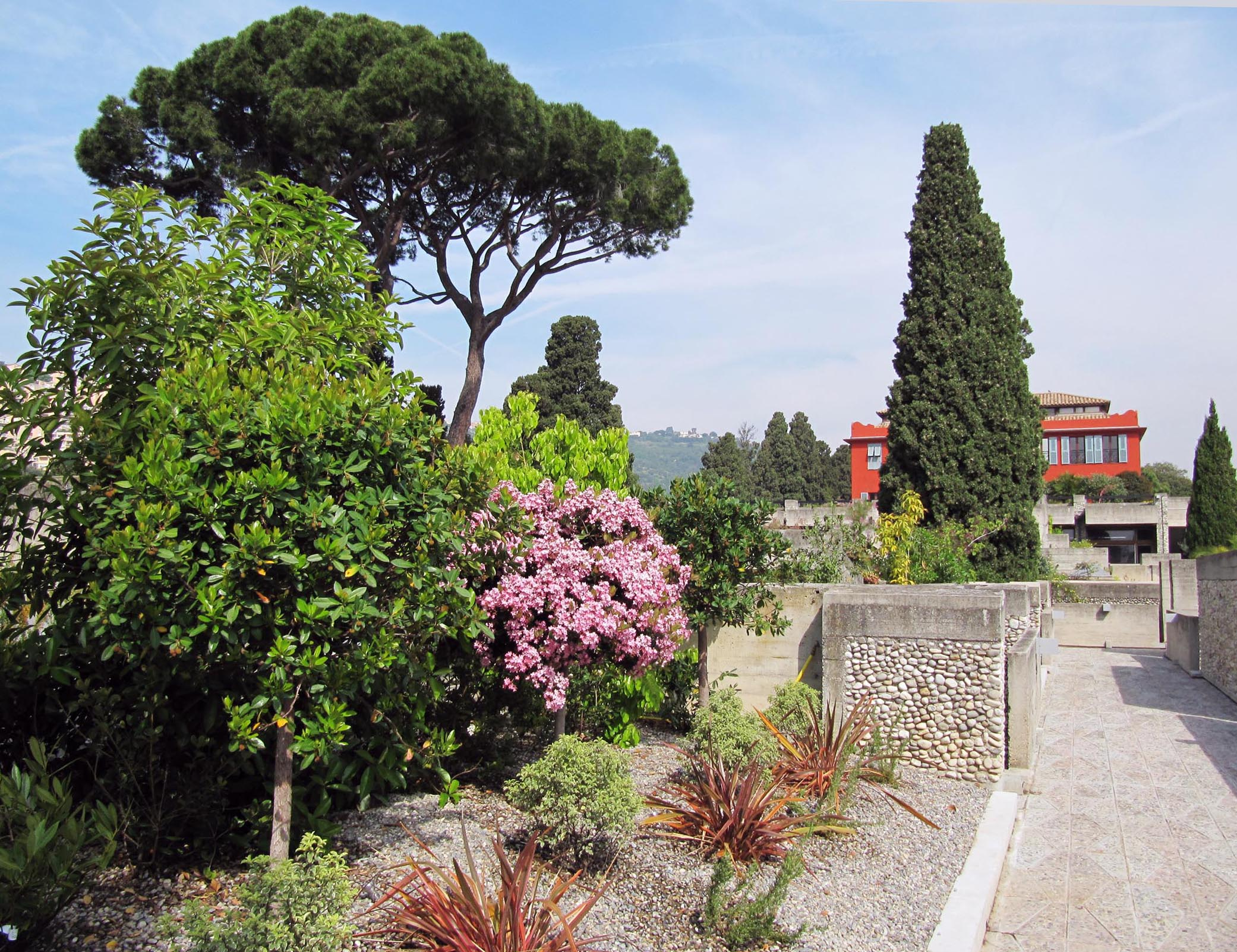
Jardin suspendu sur terrasses.

### Œuvresin situ
Au gré des expositions et des commandes publiques, le site présente plusieurs œuvres in situ. 
- Le mobilier de jardin de Siah Armajani, 1990, commande publique de l’État.
- Pyramid for Villa Arson de Dan Graham, 1989, dépôt de l’artiste.
- Argens sur Decaux de Bertrand Lavier, 1990, dépôt de l’artiste.
- 90° à l’ombre de François Morellet, 1989, dépôt de l’artiste.
- Nice de Maurizio Nannucci, 1990, dépôt de l’artiste.
- Quatre points de vue, terrasse no 4 de Felice Varini, 1988, dépôt du FNAC.
- Sous le plafond (sur le sol exactement) de Michel Verjux, 1988, dépôt du FNAC.

## Installations

### Centre d'art contemporain (CAC)
Le CAC de la villa Arson appartient à un réseau de 57 centres d'art recevant un soutien du ministère de la Culture. Les centres d'art sont nés d'expériences associatives dans les années 1970, sur le modèle des Kunsthallen allemands. À la faveur de la décentralisation culturelle dans les années 1980, l'État a consolidé ces expériences en leur apportant un soutien régulier. Le projet d'installer à la villa Arson un centre d'art est dû à Henri Maccheroni, artiste niçois, qui le dépose en juillet 1982 au ministère de la Culture. Il est assuré du soutien de Michel Butor et de celui de Max Gallo.
Le CAC est ainsi créé en 1984 et se substitue au CARI (Centre artistique de rencontres internationales) mis en place au début des années 1970 à l'ouverture de l'institution. La direction du centre d'art est assurée durant dix ans par Christian Bernard et permet d'inscrire la villa Arson dans le paysage artistique français et international. Le centre soutient les artistes dans leurs recherches, permet la concrétisation de nouveaux projets et contribue à rendre visible, à documenter et à diffuser leurs créations.
Sa principale activité vise la conception et la mise en œuvre d'un programme d'expositions. Celles-ci peuvent être consacrées à un ou plusieurs artistes, le plus souvent en début de carrière ou peu présents sur le territoire français. La diversité des espaces, sur une surface totale de 1 200 m2, permet l'organisation de plusieurs expositions monographiques simultanées ou bien d'importantes expositions collectives.
Contrairement à un musée ou à un fonds régional d'art contemporain (FRAC), un centre d'art ne constitue pas de collection permanente. Il agit davantage comme un producteur, en apportant une aide technique et financière. Régulièrement, le centre d'art édite des catalogues en contribuant ainsi autrement à la promotion des artistes et à une mémoire de la création contemporaine.

centre d'art contemporain
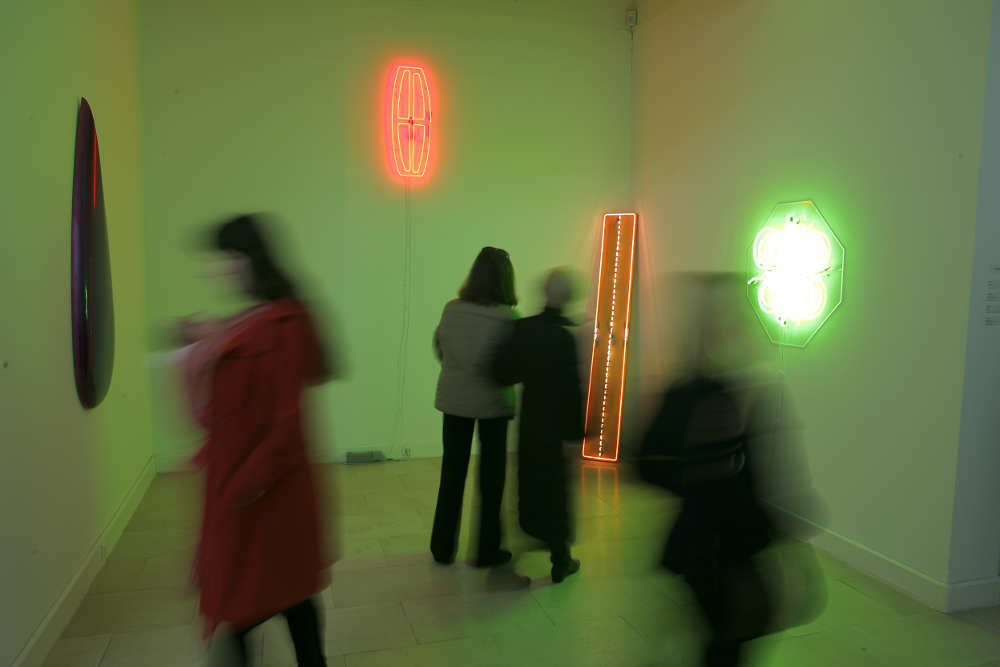
Galerie des cyprès et du patio. Exposition « À moitié carré, À moitié fou » (2007).
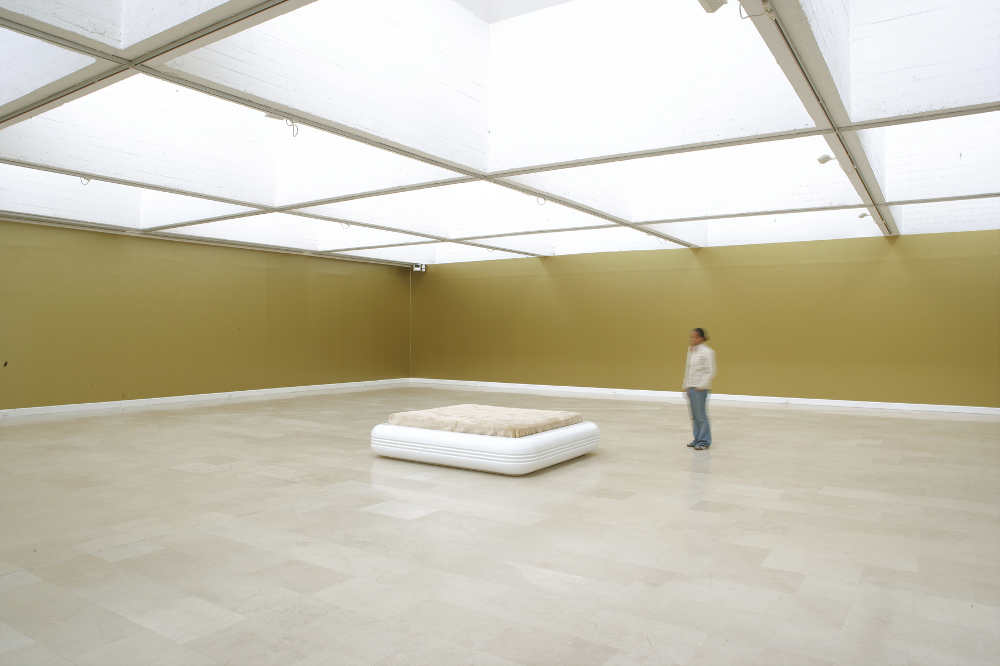
Galerie Carrée. Exposition John Armleder (2007).

### École nationale supérieure d'art
Anciennement École nationale des arts décoratifs, elle a été transformée au milieu des années 1980 en une école entièrement consacrée à l'art contemporain et à ses pratiques les plus expérimentales.
L'ENSA de la villa Arson fait partie des sept écoles nationales implantées en région sous la tutelle du ministère de la Culture. Elle accueille environ 200 étudiants, dans un unique département Art, pour un cursus de cinq ans. Les orientations pédagogiques, portées par l'équipe enseignante, visent à proposer un parcours progressif sanctionné par deux diplômes d'État :
- le DNAP (diplôme national d'arts plastiques) en 3e année ;
- un DNSEP (diplôme national supérieur d'expression plastique) en 5e année, homologué au grade de master en 2012.

La principale caractéristique de l'ENSA est d'offrir aux étudiants la possibilité de poursuivre leur cursus dans l'immédiate proximité du centre d'art et de bénéficier de la présence d'artistes accueillis en résidence ou invités à exposer. Les enseignements et ateliers s'organisent en cinq pôles :
- pôle numérique (studio son, vidéo, webauthoring, etc.) ;
- pôle édition et photographie (lithographie, sérigraphie, gravure, photo numérique et argentique) ;
- pôle volume (ateliers métal, bois, découpe, céramiques) ;
- pôle peinture dessin ;
- pôle d'enseignements théoriques (histoire de l'art, histoire des idées, esthétique, langues).

#### Recrutement
Les étudiants sont recrutés sur un concours annuel ainsi que par équivalences. Une visite des ateliers est organisée chaque année début mars sous forme d'une journée « portes ouvertes ».

Ateliers de l'école nationale supérieure d'art
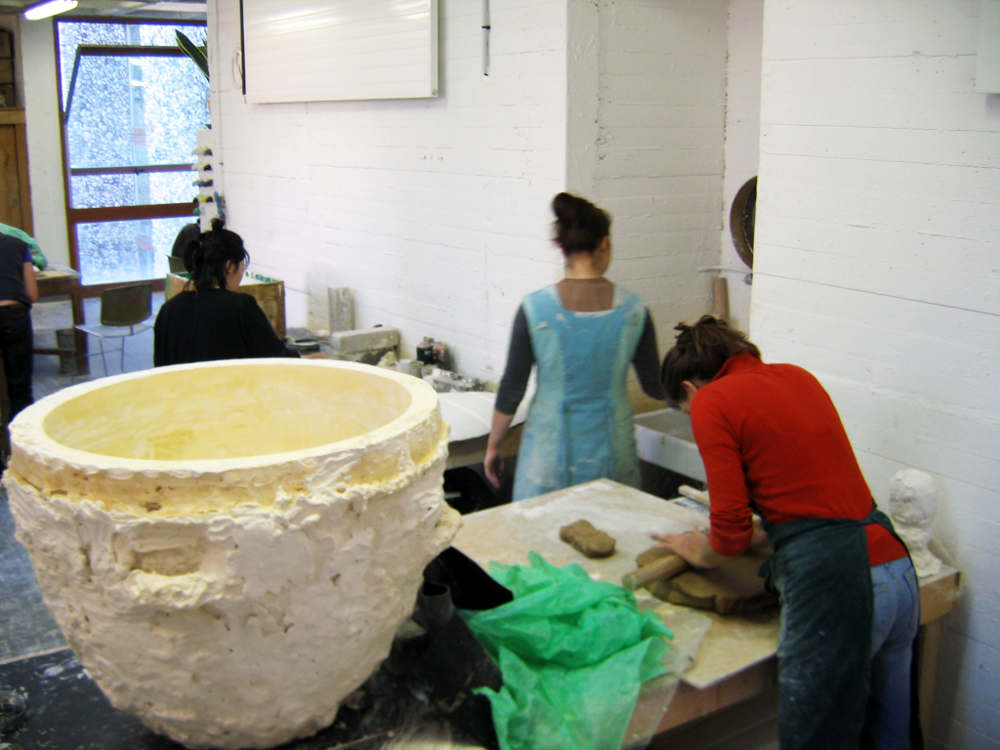
Atelier de céramique.
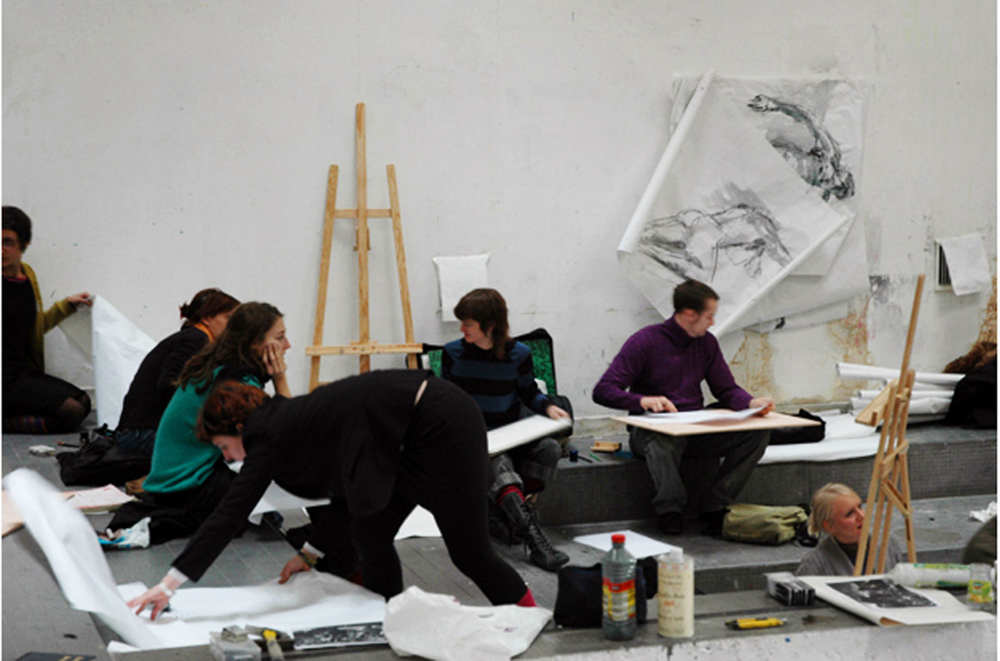
Atelier de dessin.
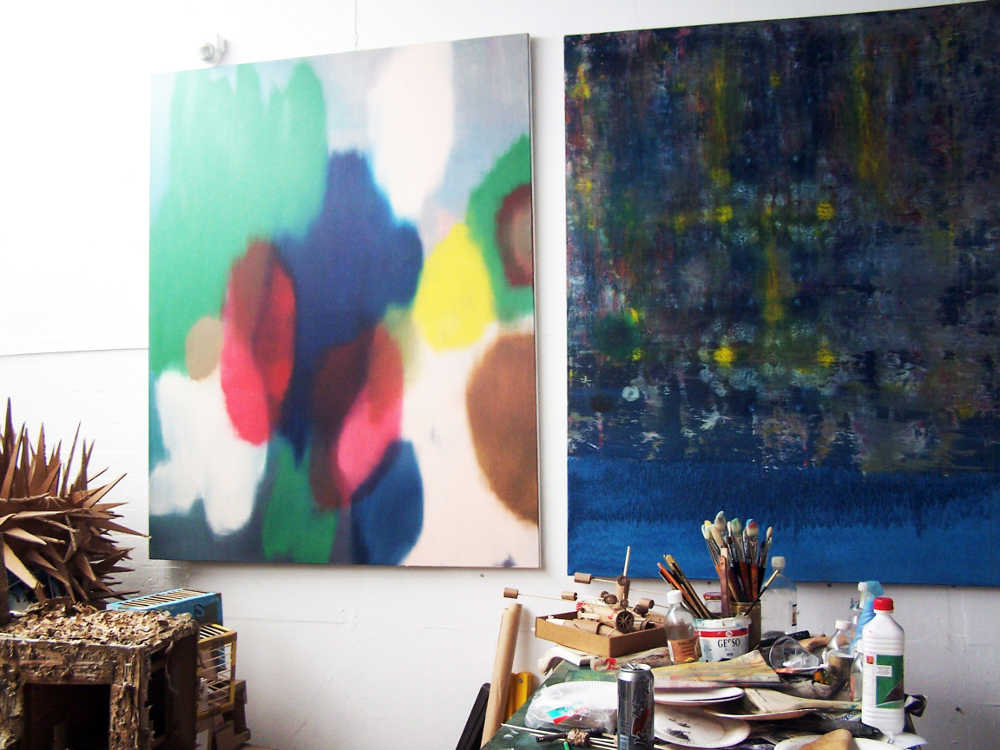
Atelier d'étudiant.
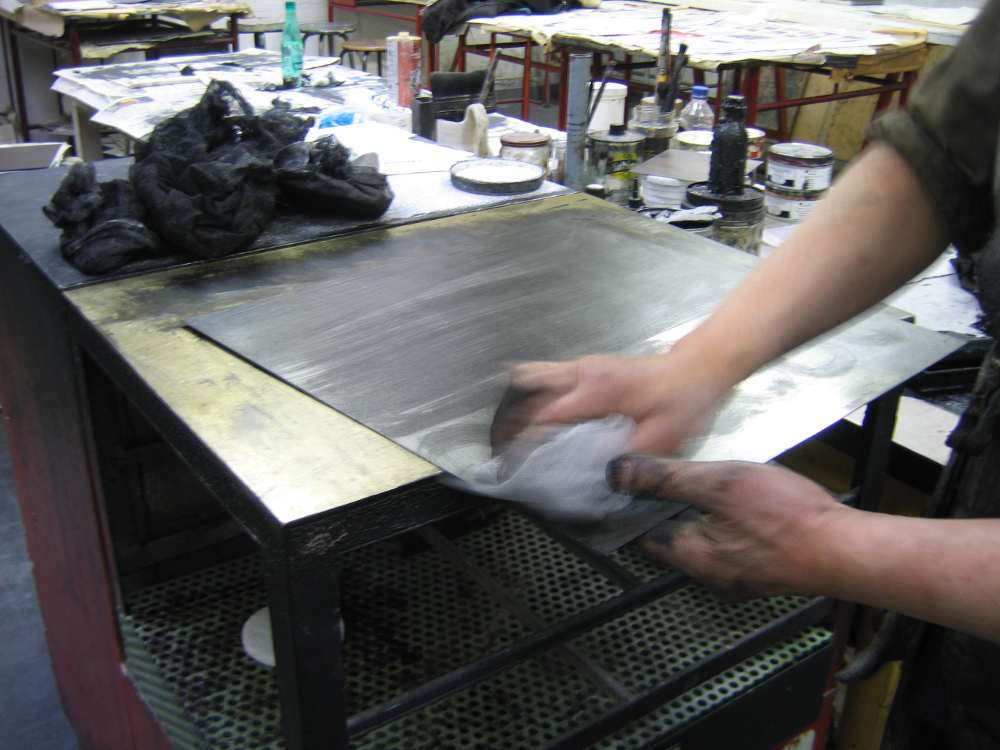
Atelier de gravure.

#### Directeurs
- Sylvain Lizon, à partir de 2019

#### Enseignants notables
- Jean Galle (1884-1963), professeur de sculpture
- Jules Henri Lengrand (1907-2001), professeur de  fresque, gravure et peinture à partir de 1934
- Claude Viallat (né en 1936), professeur de peinture de 1964 à 1967

#### Élèves notables
- Marcel Bovis (1904-1997), photographe, élève de 1919 à 1922

français
- Marie-Ange Guilleminot, artiste plasticienne , diplômée en 1985
- Martine Camillieri, artiste plasticienne
- Yves Hayat (né en 1946), artiste-plasticien français
- Jan Kounen, réalisateur, diplômé en 1988
- Patrick Lanneau, peintre
- Philippe Mayaux
- Patrick Moya, artiste plasticien
- Philippe Ramette, artiste plasticien
- Christian Rizzo, chorégraphe
- Bruno Serralongue, artiste
- Tatiana Trouvé, artiste franco-italienne
- Jean-Luc Verna

#### Polémique
Une enquête administrative diligentée par le ministère de la Culture met en lumière en 2019 un « climat délétère, une pédagogie axée sur la violence et l’humiliation, des agissements sexistes, homophobes ou encore des propos racistes », et met particulièrement en cause un enseignant.

### Médiathèque
La médiathèque est le centre de ressources de l'ensemble de la villa Arson. Ouverte à tous, elle accueille principalement chercheurs et étudiants en art. Riche d'un fonds d'environ 35 000 références, elle possède une collection patrimoniale (livres anciens, rares ou précieux) qui date pour l'essentiel du XIXe siècle et correspond au fonds de l'ancienne école des arts décoratifs. Ce fonds comprend de nombreux répertoires de modèle en usage pour l'architecture et les arts décoratifs ainsi que des ouvrages traitant de l'histoire de l'art.
L'essentiel des collections résulte de la volonté depuis 30 ans de créer un centre de ressources documentaires spécialisé sur la création contemporaine en conduisant une politique d'achats et d'échanges entre institutions. Nombre d'artistes invités ou exposés à la villa déposent des ouvrages. La mise à disposition du public de 65 périodiques vivants traitant des grandes tendances de la recherche et de la création actuelle atteste ce souci de suivre au plus près l'actualité du monde des arts.

Intérieur de la médiathèque
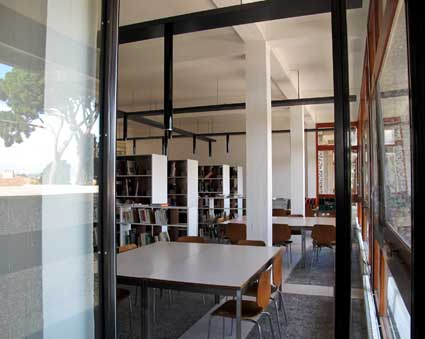
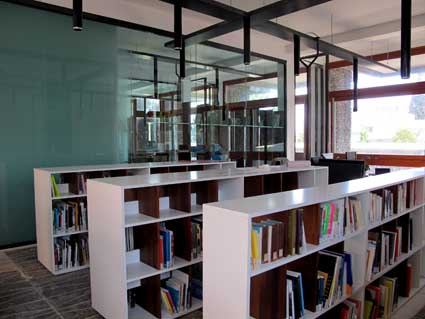

### Résidence d'artistes
La résidence d'artistes permet d'accueillir chaque année six résidents sur invitation et/ou projet en lien avec la programmation artistique de la villa Arson. Chaque artiste perçoit une bourse d'allocation, dispose d'un hébergement sur place, d'un atelier et de l'accès à tous les ateliers de l'école.
En contrepartie, le résident s'engage à s'impliquer activement dans la vie de l'école, soit en initiant un travail avec les étudiants, soit en organisant des rencontres et conférences avec les étudiants et le publics. La durée des résidences varie entre trois et quatre mois au maximum.

## Expositions
- 1987 : « Frédéric Fenollabbate - Scènes d'intérieur »[14].
- 2009 : « La Villa Arson - Nice, une œuvre d’architecture(s) », exposition thématique organisée par le Forum d'Urbanisme et d'Architecture du 28 janvier au 11 mars.
- 2010 : « Chefs-d'œuvre » au centre Pompidou Metz, la villa Arson figurait dans l'exposition inaugurale sous la forme d'une maquette et de plans de Michel Marot & Ass.